# José Luis Benejam Saura
José Luis Benejam Saura (Alayor), es un comunicador radiofónico y alcalde de Alayor escogido en las elecciones municipales de 2019 y 2023.
Con anterioridad a su etapa como alcalde de Alayor había desarrollado diversas funciones en medios de comunicación radiofónicos en Menorca y en la península. Entre sus ocupaciones se encontraba la Dirección General de Libertad FM, así como la dirección y presentación de diversos programas de estilo "magazine".
Tras dos gobiernos municipales de Alayor del Partido Popular, bajo la dirección como alcaldesa de Misericordia Sugrañes, fue designado candidato a la alcaldía por el Partido Popular en las elecciones municipales de 2019. 
En las elecciones municipales celebradas el día 26 de mayo de 2019, obtenía la mayoría absoluta, siendo escogido alcalde. En las elecciones municipales de 2023 volvería a presentarse como cabeza de lista, revalidando la mayoría absoluta y accediendo al cargo el 17 de junio de 2023.